# Comitatul McHenry, Dakota de Nord
Comitatul McHenry, conform originalului din limba engleză, McHenry County (codul său FIPS este 38 - 049 Arhivat în 7 iunie 2011, la Wayback Machine.), este unul din cele 53 de comitate ale statului american Dakota de Nord. Conform recensământului Census 2000, populația totală era de 5.987 de locuitori. Sediul comitatului este localitatea Towner. GR6
Întreg comitatul McHenry este parte a Zonei micropolitane a orașului Minot.

## Geografie
Conform biroului de recensăminte al Statelor Unite ale Americii, United States Census Bureau, comitatul are o suprafață de 4.949 km², adică de 1,912 mile patrate, dintre care 1.852 km² (sau 1,874 mile pătrate) reprezintă uscat, iar restul de 97 km² (sau 38 mi²), este apă (1.97 %).

### Comitate înconjurătoare
- Comitatul Bottineau - la nord
- Comitatul Pierce - la est
- Comitatul Sheridan - la sud-est
- Comitatul McLean - sudvest
- Comitatul Ward - la vest
- Comitatul Renville - la nord-vest

### Districte ale comitatului
| - Anamoose - Balfour - Bantry - Berwick - Bjornson - Brown - Cottonwood Lake - Deep River - Deering - Denbigh - Egg Creek - Falsen - Gilmore - Granville - Grilley - Hendrickson | - Karlsruhe - Kottke Valley - Lake George - Lake Hester - Land - Layton - Lebanon - Little Deep - Meadow - Mouse River - Newport - Normal - North Prairie - Norwich - Odin - Olivia | - Pratt - Riga - Rose Hill - Round Lake - Saline - Schiller - Spring Grove - Strege - Velva - Verendrye - Villard - Voltaire - Wagar - Willow Creek |

### Drumuri importante
| - U.S. Highway 2 - U.S. Highway 52 - North Dakota Highway 14 - North Dakota Highway 19 | - North Dakota Highway 41 - North Dakota Highway 53 - North Dakota Highway 97 |

### Zone protejate național
- Cottonwood Lake National Wildlife Refuge
- J. Clark Salyer National Wildlife Refuge (parțial)
- Wintering River National Wildlife Refuge

## Oameni notabili
- Sondre Norheim - pionier al skiatului modern

## Demografie
|  | Graficele sunt indisponibile din cauza unor probleme tehnice. Mai multe informații se găsesc la Phabricator și la wiki-ul MediaWiki. |

Date: Wikidata - grafică realizată de Wikipedia